# 本城寺 (千葉市)
本城寺（ほんじょうじ）は、千葉県千葉市若葉区中野町にある顕本法華宗の寺院。

## 歴史
1489年（延徳元年）、酒井定隆の開基である。酒井定隆は上総酒井氏の祖で、土気城の城主であった。旧居城の中野城跡に本行寺の日泰を招聘して、寺を創建した。旧城郭だったことから、土塁や堀が残っている。
当寺の寺宝として、「鋳銅鰐口」がある。この鰐口は、「延文六年（1361年）」の銘があり、千葉県最古のものである。現在、千葉県の有形文化財に指定されている。

## 文化財
- 鋳銅鰐口（千葉県指定有形文化財 昭和57年4月6日指定）[2]

## 交通アクセス
- 千葉駅より中野操車場・成東行きちばフラワーバス　八幡前下車　徒歩5分。